# Ingemar Erlandsson
Pour les articles homonymes, voir Erlandsson.
Ingemar Erlandsson, né le 16 novembre 1957 à Östra Göinge et mort le 9 août 2022 est un footballeur international suédois.
Il évoluait au poste de défenseur, au Malmö FF et en équipe de Suède.

## Carrière

### En club
Erlandsson réalise l'intégralité de sa carrière avec le club de Malmö FF dans le championnat de Suède (Allsvenskan), club dont il est le capitaine dans les années 1980. 
Avec le club de Malmö, il dispute 230 matchs en première division suédoise, inscrivant 14 buts. Il joue également 11 matchs en Coupe d'Europe des clubs champions, 14 matchs en Coupe de l'UEFA, 12 matchs en Coupe des coupes, et 2 matchs en Coupe intercontinentale. Il inscrit un but en Coupe de l'UEFA, et un but en Coupe intercontinentale.
Il est champion de Suède en 1977 puis en 1986 avec Malmö. Il remporte aussi la Coupe de Suède à quatre reprises. Il atteint la finale de la Coupe d'Europe des clubs champions en 1979, perdue contre le club anglais de Nottingham Forest.

### En équipe nationale
Avec l'équipe nationale de Suède, il compte 69 sélections pour 2 buts entre 1978 à 1985.
Il reçoit sa première sélection en équipe nationale le 4 avril 1978, en amical contre la RDA (victoire 0-1 à Leipzig).
Il inscrit son premier but avec la Suède le 9 mai 1979, en amical contre le Danemark (match nul 2-2 à Copenhague). Il marque son second but le 23 mai 1984, contre Malte (victoire 4-0 à Norrköping).
Il participe à la Coupe du monde de 1978 organisée en Argentine. Lors du mondial, il joue trois matchs : contre le Brésil, l'Autriche et l'Espagne.
À 48 reprises, il est capitaine de la sélection suédoise.

### Reconversion
Après sa retraite, il rentre au conseil d'administration du Malmö FF.

## Palmarès
- Champion de Suède en 1977 et 1986 avec le Malmö FF
- Vainqueur de la Coupe de Suède en 1978, 1980, 1984 et 1986 avec le Malmö FF
- Finaliste de la Coupe d'Europe des clubs champions en 1979 avec le Malmö FF